# Engelstedsgade
Engelstedsgade er en gade beliggende på Østerbro i København. Gaden løber mellem Haraldsgade og Borthigsgade, samt krydser F.F. Ulriks Gade på midten og ligger i Lyngbyvejskvarteret. 

## Baggrund og navngivning
Gaden er opkaldt efter læge Sophus M. Engelsted (1823–1914), der var tilknyttet Almindelig Hospital. Engelsted var en af de første læger i Danmark, der engagerede sig i bekæmpelsen af tuberkulose, og han spillede en afgørende rolle i etableringen af Kysthospitalet på Refsnæs, som blev et vigtigt behandlingssted for sygdommen.

## En del af Lyngbyvejskvarteret
Engelstedsgade er en del af det såkaldte Lyngbyvejskvarter, et beboelsesområde på Ydre Østerbro opført i perioden 1906 til 1929 af Arbejdernes Byggeforening. Kvarteret består af i alt 323 byggeforeningshuse, der i dag har høj bevaringsværdi.